# 圣日耳曼 (阿尔代什省)
圣日耳曼（法語：Saint-Germain，法語發音：[sɛ̃ ʒɛʁmɛ̃]）是法国阿尔代什省的一个市镇，属于拉让蒂耶尔区。

## 地理
圣日耳曼（44°33'17"N, 4°27'2"E）面积9.5 平方千米，位于法国奥弗涅-罗讷-阿尔卑斯大区阿尔代什省，该省份为法国东南部内陆省份，北起顺时针与卢瓦尔省、伊泽尔省、德龙省、沃克吕兹省、加尔省、洛泽尔省和上盧瓦爾省接壤。
与圣日耳曼接壤的市镇（或旧市镇、城区）包括：拉维勒迪约、米拉贝勒、罗什科隆布、贝尔新城、沃居埃。

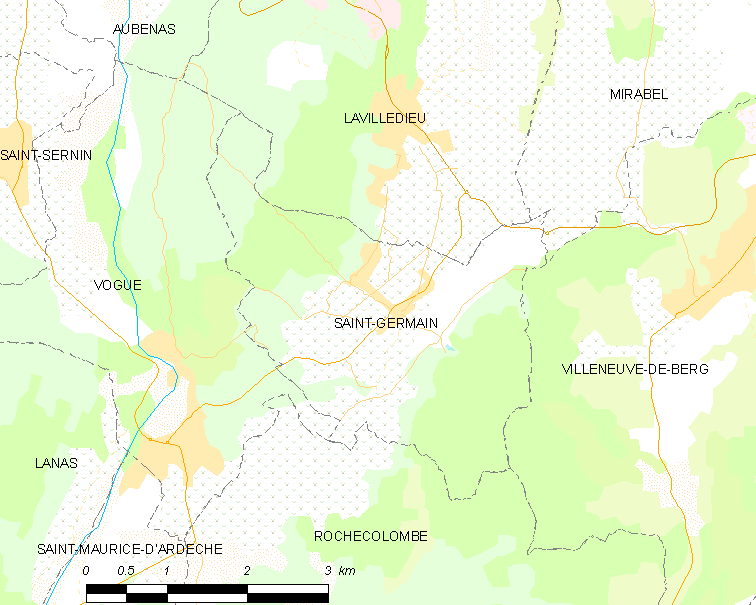
的OSM定位图

圣日耳曼的时区为UTC+01:00、UTC+02:00（夏令时）。

## 行政
圣日耳曼的邮政编码为07170，INSEE市镇编码为07241。

## 政治
圣日耳曼所属的省级选区为贝尔-埃尔维县。

## 人口

1962-2008年间人口变化图示

圣日耳曼于2022年1月1日时的人口数量为704人。